# فاليري كارسينتي
فاليري كارسينتي (بالفرنسية: Valérie Karsenti)‏ هي ممثلة فرنسية، ولدت في 26 أغسطس 1968 ببانتان في فرنسا.

## وصلات خارجية
- فاليري كارسينتي على موقع IMDb (الإنجليزية)
- فاليري كارسينتي على موقع ألو سيني (الفرنسية)
- فاليري كارسينتي على موقع ميوزك برينز (الإنجليزية)
- فاليري كارسينتي على موقع أول موفي (الإنجليزية)
- فاليري كارسينتي على موقع قاعدة بيانات الفيلم (الإنجليزية)
- فاليري كارسينتي على موقع كينوبويسك (الروسية)